# Projet Valuable
En 1949, les Britanniques (MI6) et les Américains (CIA) se mettent d'accord pour mener une opération conjointe, le Projet Valuable (en anglais : Valuable Project) visant à déstabiliser le régime communiste albanais d'Enver Hoxha.
Les deux gouvernements sont en effet inquiets d'une expansion communiste vers l'ouest. Pour la contenir, ils choisissent la République populaire socialiste d'Albanie comme cible. 
L'année 1949 est marquée par une forte tension entre les deux frères ennemis en communisme que sont l'Albanie et la Yougoslavie. Tito est partisan d'un socialisme autogestionnaire tandis que Hoxha est favorable à un socialisme autoritaire et centralisé de type stalinien. Les incidents de frontière sont fréquents et Tito craint que Staline n'en profite pour aider Hoxha à l'éliminer par une intervention armée. Il faut rappeler que les relations entre la Yougoslavie et le Royaume-Uni sont alors excellentes, la Mission militaire (SOE) du général Fitzroy Maclean ayant contribué pour beaucoup à la victoire des résistants communistes de Tito. Ce dernier allant même jusqu'à offrir des facilités sur son pays pour les équipes d'infiltration de résistants albanais, dans le cadre des opérations commanditées par le MI6 et la CIA.  
Coincée entre la Yougoslavie anti-stalinienne et la Grèce plongée dans une guerre civile entre communistes et monarchistes, l'Albanie semble donc pour la Grande-Bretagne la cible idéale pour tenter une première expérience de refoulement du communisme de type soviétique. Pour les États-Unis, l'Albanie pourrait menacer la navigation en Méditerranée sur un axe de communication vital aux Occidentaux, d'autant que les services secrets occidentaux ont eu connaissance d'un projet de construction d'une base navale pour les sous-marins soviétiques dans le port de Valona. 
Par ailleurs au printemps 1949 se tient à La Haye le procès opposant l'Albanie au Royaume-Uni sur l'incident naval survenu le 22 octobre 1946 dans les eaux internationales du détroit de Corfou. Deux bâtiments de la Royal Navy, le HMS Saumarez et le HMS Volage, sautent sur des mines albanaises, causant la mort de 44 marins. L'Albanie, reconnue coupable, rejette le verdict lui enjoignant de verser des compensations financières. En réaction, le Royaume-Uni et les États-Unis rompent les relations diplomatiques. 
Le Royaume-Uni organise l'union politique des opposants albanais en exil, principalement les Ballistes (du Balli Kombëtar) de Midhat Frashëri et les Zoguistes (partisans du roi Zog Ier) d'Abaz Kupi. En juillet 1949, Kupi est désigné président de la Junte militaire, organisme chargé de contrôler le coup d'État, avec Abas Ermenji et Said Kryeziu pour adjoints. La présidence du Comité pour une Albanie libre (Committee for Free Albania), officiellement créé le 26 août 1949, chargé de la propagande dans les pays occidentaux, revient à Midhat Frashëri. 
Les opérations de déstabilisation sont organisées au départ par les seuls Britanniques, puis conjointement avec les Américains, et enfin par ces derniers seuls. 
Ernest Bevin, secrétaire britannique aux Affaires étrangères, est un fervent partisan du projet et très vite ses amis Julian Amery, Neil McLean et Peter Kemp sont engagés ; ils coopèrent principalement avec le Comité pour une Albanie libre. 
À l'été 1949, le colonel David Smiley s'installe sur l'île de Malte pour diriger le camp d'entraînement où seront formés les Albanais (les Pixies ou Lutins) qui seront infiltrés dans leur pays.
En 1949, le colonel Brian Franks dirige une école spéciale dans la zone britannique de Berlin, où il assure la formation militaire de réfugiés albanais recrutés dans les camps en Italie. 
Les premières équipes d'Albanais entraînés par les Britanniques débarquent sur la côte albanaise en octobre 1949. Les suivantes sont soit infiltrées depuis la Grèce, soit déposées sur le rivage albanais, seuls les Américains parachutant les leurs. 
Parallèlement aux Britanniques, au printemps 1950, les Américains commencent à entraîner, dans leur zone d'occupation en Allemagne, 250 réfugiés albanais d'une unité appelée « Compagnie des 400 ». Les neuf premiers hommes sont parachutés en Albanie le 19 novembre 1950. L'opération est un échec total, l'équipe étant attendue au sol. Les équipes suivantes connaissent le même sort. En avril 1954 s'ouvre à Tirana le procès de réfugiés albanais infiltrés et capturés. 
Il apparaît qu'un opérateur radio « retourné » travaillait depuis dix-huit mois pour la Sigurimi, les services de renseignements albanais. Les Américains en tirent les conséquences et la « Compagnie des 400 » est dissoute à l'été 1954.
Le projet Valuable se termine en avril 1954 par un procès à Tirana, suivi par une campagne de terreur sur tout le territoire albanais (plusieurs milliers d'exécution pour une population de moins de deux millions de personnes). 
En tant qu'officier de liaison entre le MI6 et la CIA de 1949 à 1951, Kim Philby contribue largement au sabotage des missions en Albanie. Il prévient les « conseillers » soviétiques des premiers débarquements (octobre 1949), des passages de frontières (été 1950) et des premiers parachutages de la CIA (novembre 1950). 
L'insuffisance des précautions prises par les clandestins albanais et les rivalités entre les groupes d'immigrés sont dûment exploitées par la Sigurimi (les services secrets albanais de l'époque).